# Ã
De ã staat voor een nasale a-klank in het Portugees en wordt uitgesproken zoals het Franse en of de and in Armand en Bertrand. In vele gevallen wordt de ã gevolgd door een o, waardoor de nasale klank gevolgd wordt door een oe-klank. De Ã is een A met een tilde.
Voorbeelden:
- irmã (zus)
- João (Jan)
- Maranhão (Braziliaanse deelstaat)

Andere talen die de ã gebruiken zijn het Kasjoebisch, het Maori en het Vietnamees.